# Richard F. Natonski
Richard F. Natonski é um general aposentado do Corpo de Fuzileiros Navais dos Estados Unidos cujo último trabalho foi a chefia do Comando dos Fuzileiros. Ele se aposentou em 8 de setembro de 2010.